# Kometkerne
En kometkerne er den faste, centrale del af en komet. Kernen er et lille himmellegeme bestående af sten, støv og frosne gasser.
Når en kometkerne varmes op, sublimerer gasserne og skydes fra overfladen og danner en atmosfære rundt kernen, kendt som en koma. Når solens stråling eller solvinden træffer komaen, bliver trykket så stor at en enorme hale dannes. Denne peger altid væk fra solen.
Kometkerner er generelt ikke større end 50 km i diameter.
| Astronomi | Spire Denne artikel om astronomi er en spire som bør udbygges. Du er velkommen til at hjælpe Wikipedia ved at udvide den. |